# 佛山市新闻传媒中心
佛山市新闻传媒中心（与佛山传媒集团有限责任公司实行“两块牌子一套人马”），是广东佛山市集报刊、广播、电视、新媒体等于一身的市营媒体机构，于2022年12月13日正式成立，前身为全国首家跨媒体集团“佛山传媒集团”。

## 历史
2003年12月28日，《佛山日报》、《佛山晚报》与《顺德报》、《南海日报》合并组建为佛山日报传媒集团，2004年5月12日，原《佛山晚报》与《南海日报》合并，改版为都市类报纸《珠江时报》。2004年7月29日，由原《顺德报》更名而成的《珠江商报》开刊。
2005年1月27日，佛山市对全市文化传媒资源全面整合，在原佛山日报传媒集团基础上组建全国首家跨媒体集团“佛山传媒集团”，佛山人民广播电台、佛山电视台并入新成立的佛山传媒集团。原佛山日报传媒集团有限公司同时更名为佛山珠江传媒集团有限公司，下辖佛山报业发展有限公司、佛山广播电视有限公司和佛山珠江传媒网络有限公司。 
2007年3月26日，集团新总部、位于佛山新城的佛山新闻中心正式投入使用。 
2022年12月13日，佛山市新闻传媒中心（佛山传媒集团有限责任公司）正式组建成立，加挂佛山日报社、佛山人民广播电台、佛山电视台牌子。2023年3月24日，佛山市新闻传媒中心正式挂牌。

## 旗下媒体
- 《佛山日报》
- 《珠江时报》
- 《珠江商报》
- 佛山人民广播电台
- 佛山电视台
- 佛山+
- 醒目视频
- 醒目购
- 花生FM
- 畅驾
- 佛山新闻网（佛山头条APP）（原“广佛都市网”）
- 佛山在线
- 南海新闻网
- 顺德新闻网（原“顺畅网”）
- Foshan China（中国佛山英文网）
- Amazing Foshan
- Foshan style